# Лащувка-Колонія
Лащувка-Колонія (пол. Łaszczówka-Kolonia) — колонія у Польщі, в Люблінському воєводстві Томашівського повіту, ґміни Томашів.

## Історія
Первісним населенням Лащувки-Колонії були русини-лемки, які компактно проживали на своїх історичних землях.